# Algarve United Futebol SAD
O Algarve United Futebol SAD é um clube de futebol português, com sede na cidade de Loulé.

## Histórico no Futebol (até 06/07)
|                                 | Nº Presenças | Títulos |
| ------------------------------- | ------------ | ------- |
| Temporadas na 1ª                | 0            |         |
| Temporadas na 2ª                | 0            |         |
| Temporadas na 2ªB               | 0            |         |
| Temporadas na 3ª                | 0            |         |
| Temporadas no 1º Esc. Distrital | 1            |         |
| Temporadas no 2º Esc. Distrital | 1            |         |
| Taça Distrital                  | 3            |         |
| Taça de Portugal                | 0            |         |
| Taça da Liga                    | 0            |         |

## História
O clube foi fundado em 2004 e o seu actual presidente é Corrado Correggi. Na época de 2005-2006, disputa a 1ª divisão distrital da Associação de Futebol do Algarve. No início desta época foi treinado por Paul Gascoigne. A ideia era criar um clube profissional na região do Algarve, mas sem ter tido resultados palpáveis. Foi no entanto, em 2006, que o clube teve a ultima participação nos campeonatos distritais, tendo fechado as portas.

## Ligas
- 2005-2006 - 1ª divisão da Associação de Futebol do Algarve (12ºlugar, 39 pts), muito longe da subida, estando mais perto da descida.

## Marca Equipamento
A equipa utiliza equipamento da marca Errea.

## Patrocínio
A equipa de futebol tem o patrocínio de Turismo Algarve.